# Dulce González (ciclista)
Dulce María González Guerrero (Nuevo León, 1 de septiembre de 1997) es una atleta paralímpica mexicana que compite en ciclismo adaptado como parte de la delegación mexicana en los Juegos Paralímpicos de París 2024.

## Trayectoria deportiva
En 2024, obtuvo medalla de bronce en la Copa Mundial de Para Ciclismo de Ruta en Ostende y en la Copa del Mundo en Maniago.

## Palmarés
| Medallas | Medallas | Medallas     | Medallas          | Medallas  |
| Año      | Lugar    | Competencia  | Medalla           | Categoría |
| -------- | -------- | ------------ | ----------------- | --------- |
| 2024     | Ostende  | Copa Mundial | Medalla de bronce | Ciclismo  |
| 2024     | Maniago  | Copa Mundial | Medalla de bronce | Ciclismo  |